# Nậm Giôn (sông)
Nậm Giôn là một phụ lưu của sông Đà, chảy ở huyện Quỳnh Nhai, tỉnh Sơn La, Việt Nam .
Nậm Giôn có chiều dài cỡ 45  km, chảy gấp khúc theo hướng chính là đông nam, đổ vào sông Đà ở xã Nậm Giôn.

## Dòng chảy
Nậm Giôn bắt nguồn từ các suối ở vùng núi ở phần bắc xã Chiềng Khay huyện Quỳnh Nhai tỉnh Sơn La, chảy uốn lượn về hướng nam 21°50′57″B 103°39′18″Đ / 21,84917°B 103,655°Đ.
Đến xã Mường Giôn sông đổi hướng đông nam, sau đó nó chảy qua các xã Mường Giôn, Chiềng Ơn. Đến xã Nậm Giôn thì sông đổi hướng nam, đổ vào sông Đà bên bờ trái ở bản Pá Giôn.

## Thủy điện
Thủy điện Nậm Giôn công suất 20 MW khởi công 2007, đã hoạt động, đặt tại 21°40′22″B 103°46′18″Đ / 21,67278°B 103,77167°Đ xã Nậm Giôn huyện Mường La và xã Chiềng Ơn huyện Quỳnh Nhai tỉnh Sơn La .

## Chỉ dẫn
1. ↑  Trong tiếng Tày-Thái "Nậm" đã có nghĩa là nước, sông, suối.